# Нелли Кент
Нелли Кент (англ. Nelly Kent; настоящее имя — Элена Нела Опря, рум. Elena Nela Oprea; род. 19 мая 1997 года в Тыргу-Нямце, Нямц, Румыния) — румынская порноактриса.

## Карьера
Выросла в приёмной семье. Провела детство в коммунах Бодешти и Крэкэоани, жудец Нямц, и в Италии, где училась в течение двух лет в третьем и четвёртом классах. После возвращения в Румынию окончила среднюю школу «Vasile Conta» в своём родном городе и в 2016 году переехала в Бухарест. Работала автором статей в журнале и бухгалтером, а также вела блог. В течение двух лет (с 2016 по 2018 год) снималась в качестве вебкам-модели для сайта Studio20. В феврале 2018 года бросила съёмки на веб-камеру и отправилась на порнокастинг в Будапешт.
С началом карьеры Кент помог румынский актёр и режиссёр Титус Стил. Снимается для множества европейских и американских студий, в том числе 21Sextury, Cherry Pimps, DDF Network, Evil Angel, Jacquie et Michel, Legal Porno, MetArt, Private, SexyHub и других, чаще всего принимая участие в сценах хардкорной тематики (анальный секс, двойное проникновение). К началу августа 2020 года Кент снялась в более чем 300 сценах секса. Её интересы представляет крупное европейское агентство талантов Brill Babes.
В ноябре 2020 года номинирована на премию AVN Awards в одной из главных категорий — «Лучшая иностранная исполнительница года».
По данным сайта Internet Adult Film Database на декабрь 2020 года, снялась в более чем 100 порносценах и фильмах.
В настоящее время проживает в Будапеште.

## Награды и номинации
| Год  | Награда           | Результат | Категория | Фильм                         |
| ---- | ----------------- | --------- | --- | ----------------------------- |
| 2018 | XBIZ Europa Award | Номинация | Лучшая сцена секса — гонзо (вместе с Дэвидом Перри и Эриком Эверхардом)                                                          | Kinky Couple                  |
| 2019 | AVN Award         | Номинация | Лучшая сцена группового секса в иностранном фильме (вместе с Дэвидом Перри, Иэном Скоттом, Ребеккой Вольпетти и Томасом Стоуном) | XXXtreme Group Fuck Sensation |
| 2019 | XBIZ Europa Award | Номинация | Лучшая новая старлетка | н/д                           |
| 2020 | AVN Award         | Номинация | Лучшая анальная сцена в иностранном фильме (вместе с Каем Тейлором)                                                              | Silicon Valley Nerd Sex       |
| 2020 | AVN Award         | Номинация | Лучшая лесбийская сцена в иностранном фильме (вместе с Кэти Роуз)                                                                | Kiki Neighbors                |
| 2020 | AVN Award         | Номинация | Лучшая новая иностранная старлетка                                                                                               | н/д                           |
| 2020 | Spank Bank Award  | Номинация | Doctoral Degree in Dildology | н/д                           |
| 2020 | Spank Bank Award  | Номинация | Princess of the Piledriver | н/д                           |
| 2020 | Spank Bank Award  | Номинация | Sharing Is Caring (Cumswapping Cutie of the Year)                                                                                | н/д                           |
| 2021 | AVN Award         | Номинация | Иностранная исполнительница года                                                                                                 | н/д                           |
| 2025 | XMA Creator Award | Номинация | GСовместный видеоклип года — группа/оргия (вместе с Дарреллом Дипсом, Мартиной Смеральди, Нельсоном Мандинго и Фрики Ти)         | н/д                           |

## Избранная фильмография
- 2018 — Morning Sex
- 2019 — All Anal Action
- 2019 — Anal Heartbreakers 5
- 2019 — Anal Teen Angels 6
- 2019 — Craving Anal 5
- 2019 — Kiki Neighbours[17]
- 2019 — Manuel Opens Their Asses 7
- 2019 — Silicon Valley Nerd Sex[18]
- 2020 — Amateurs Love Anal
- 2020 — Rocco’s Dirty Girls 6